# Katholieke Kerk in Togo
De Katholieke Kerk in Togo is een onderdeel van de wereldwijde Rooms-Katholieke Kerk, onder het geestelijk leiderschap van de paus en de curie in Rome.
In 2005 waren ongeveer 1.320.000 (28%) inwoners van Togo lid van de Katholieke Kerk. Togo bestaat uit een enkele kerkprovincie met zeven bisdommen, waaronder een aartsbisdom. De bisschoppen zijn lid van de bisschoppenconferentie van Togo. President van de bisschoppenconferentie is Ambroise Kotamba Djoliba, bisschop van Sokodé. Verder is men lid van de Conférences Episcopales Régionale de l’Afrique de l’Ouest Francophone en de Symposium des Conférences Episcoaples d’Afrique et de Madagascar.
Het apostolisch nuntiusschap voor Togo is sinds 9 juli 2024 vacant.

## Bisdommen

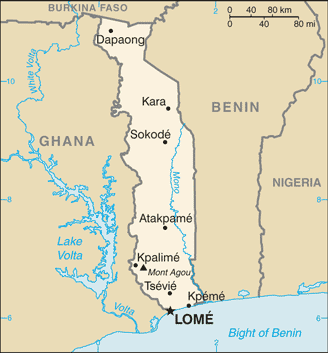
Togo

| - Aartsbisdom - Bisdom |

- Lomé
  - Aného
  - Atakpamé
  - Dapaong
  - Kara
  - Kpalimé
  - Sokodé

## Nuntius
- Apostolisch delegaat
  - Aartsbisschop Bruno Wüstenberg (19 december 1973 – 17 januari 1979)
  - Aartsbisschop Giuseppe Ferraioli (25 augustus 1979 – 21 juli 1981)
- Apostolisch pro-nuntius
  - Aartsbisschop Ivan Dias (8 mei 1982 – 20 juni 1987, later kardinaal)
  - Aartsbisschop Giuseppe Bertello (17 oktober 1987 – 12 januari 1991)
  - Aartsbisschop Abraham Kattumana (8 mei 1991 – 1992)
- Apostolisch nuntius
  - Aartsbisschop André Dupuy (6 april 1993 – 27 maart 2000)
  - Aartsbisschop George Kocherry (10 juni 2000 – 2002)
  - Aartsbisschop Pierre Nguyễn Văn Tốt (25 november 2002 – 24 augustus 2005)
  - Aartsbisschop Michael August Blume (24 augustus 2005 – 2 februari 2013)
  - Aartsbisschop Brian Udaigwe (16 juli 2013 – 13 juni 2020)
  - Aartsbisschop Mark Gerard Miles (5 februari 2021 - 9 juli 2024)
  - vacant (sinds 9 juli 2024)